# Нельсон Діас (футболіст)
Нельсон Діас (ісп. Nelson Díaz, нар. 12 січня 1942, Монтевідео) — уругвайський футболіст, що грав на позиції захисника. Виступав, зокрема, за клуби «Пеньяроль» та «Атлетіко Хуніор», а також національну збірну Уругваю.
Дворазовий чемпіон Уругваю. Володар Кубка Лібертадорес. Володар Міжконтинентального кубка. 

## Клубна кар'єра
Футбольну кар'єру розпочав у складі «Монтевідео Вондерерс». У 1962 році став чемпіоном другого дивізіону чемпіонату Уругваю. Своєю грою за цю команду привернув увагу представників тренерського штабу клубу «Пеньяроль», до складу якого приєднався 1965 року. Відіграв за команду з Монтевідео наступні два сезони своєї ігрової кар'єри. У 1965 та 1967 роках «Пеньяроль» вигравав чемпіонат Уругваю. У травні 1966 році разом з «Орінегрос», під керівництвом Роке Масполі, у фіналі Кубку Лібертадорес обіграли аргентинський «Рівер Плейт». Діас виходив у стартовому складі клубу з Монтевідео у всіх трьох фінальних матчах. У жовтні 1966 року в фінальному поєдинку Чемпіонату світу проти мадридського «Реалу». 1967 року уклав контракт з клубом «Атлетіко Хуніор», у складі якого провів наступні два роки своєї кар'єри гравця.  Більшість часу, проведеного у складі «Атлетіко Хуніора», був основним гравцем захисту команди.
Згодом з 1969 по 1973 рік грав у складі команд «Мільйонаріос», «Уракан Бусео», «Ірапуато» та «Емелек». Завершив кар'єру гравця в команді «Атлетіко Ріобамба», за яку виступав протягом 1974 року.

## Виступи за збірну
1964 року дебютував в офіційних матчах у складі національної збірної Уругваю. Поїхав на чемпіонат світу 1966 року в Англії, але на турнірі не зіграв жодного матчу. Загалом протягом кар'єри у національній команді, яка тривала 3 роки, провів у її формі 8 матчів.

## Досягнення
«Пеньяроль»
- Прімера Дивізіон Уругваю
  -  Чемпіон (2): 1965, 1967

- Кубок Лібертадорес
  -  Володар (1): 1966
  -  Фіналіст (1): 1965

- Міжконтинентальний кубок
  -  Володар (1): 1966